# Royal Léopold Uccle FC
Royal Léopold Uccle FC je belgický fotbalový klub z Bruselu-Ucclu. Vznikl v roce 1893 jako fotbalový klub šlechty a bohatých. Zpočátku hrával na nejvyšší úrovni, nicméně po první světové válce klesl do nižších soutěží. V průběhu času vystřídal několik názvů. Klubovými barvami jsou modrá a bílá.
V současné době hraje v Promotion B, tj. v soutěži čtvrté národní úrovně.